# Coker Creek
Coker Creek statisztikai település az USA Tennessee államában, Monrore megyében. Lakosainak száma 150 fő (2020. április 1.).

## Népesség
A település népességének változása:

| 2020 | 150 |